# Rozet-Saint-Albin
 Rozet-Saint-Albin  là một xã ở tỉnh Aisne, vùng Hauts-de-France thuộc miền bắc nước Pháp.